# Smíchov

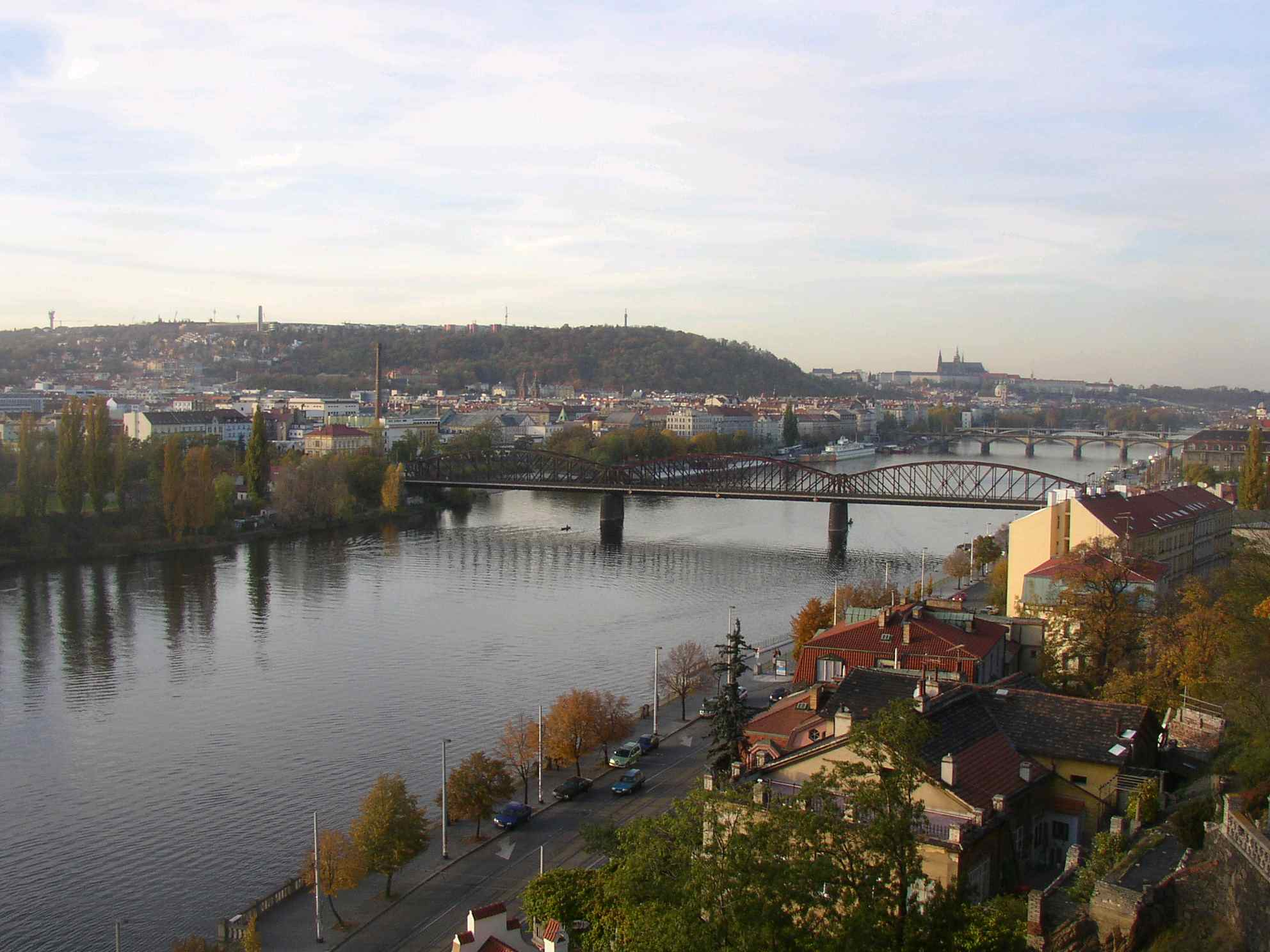
Blick vom Vyšehrad über die Moldau auf Smíchov und den Petřín (Laurenziberg)

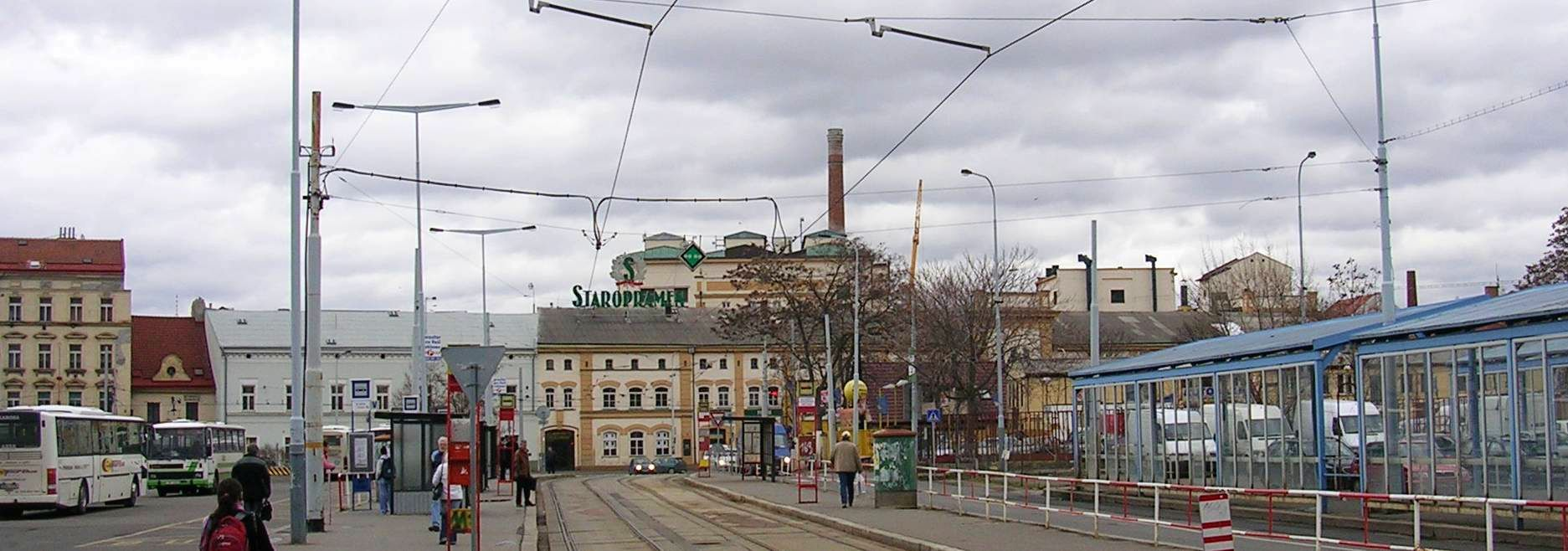
Staropramen-Brauerei und Busbahnhof

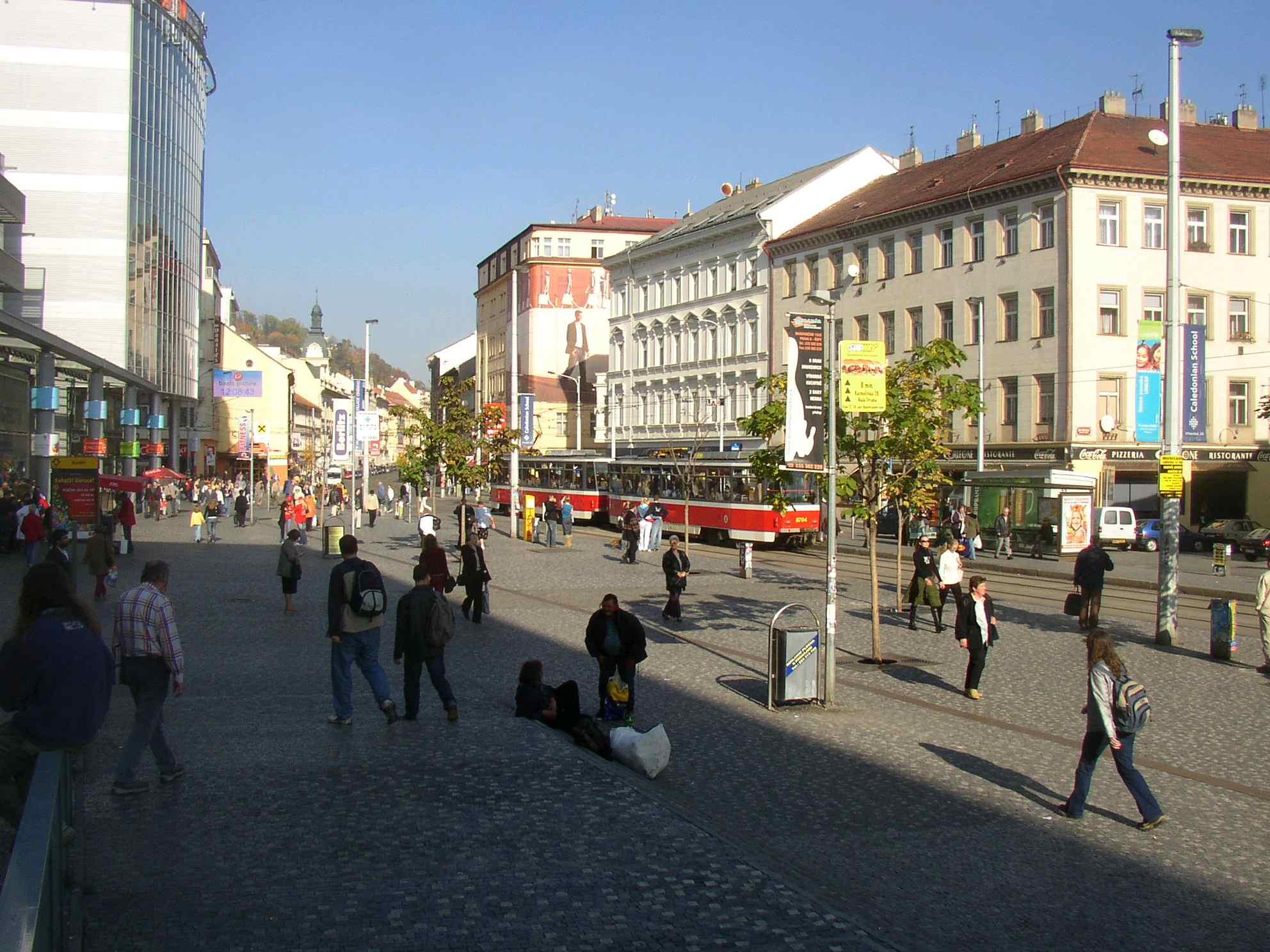
Anděl

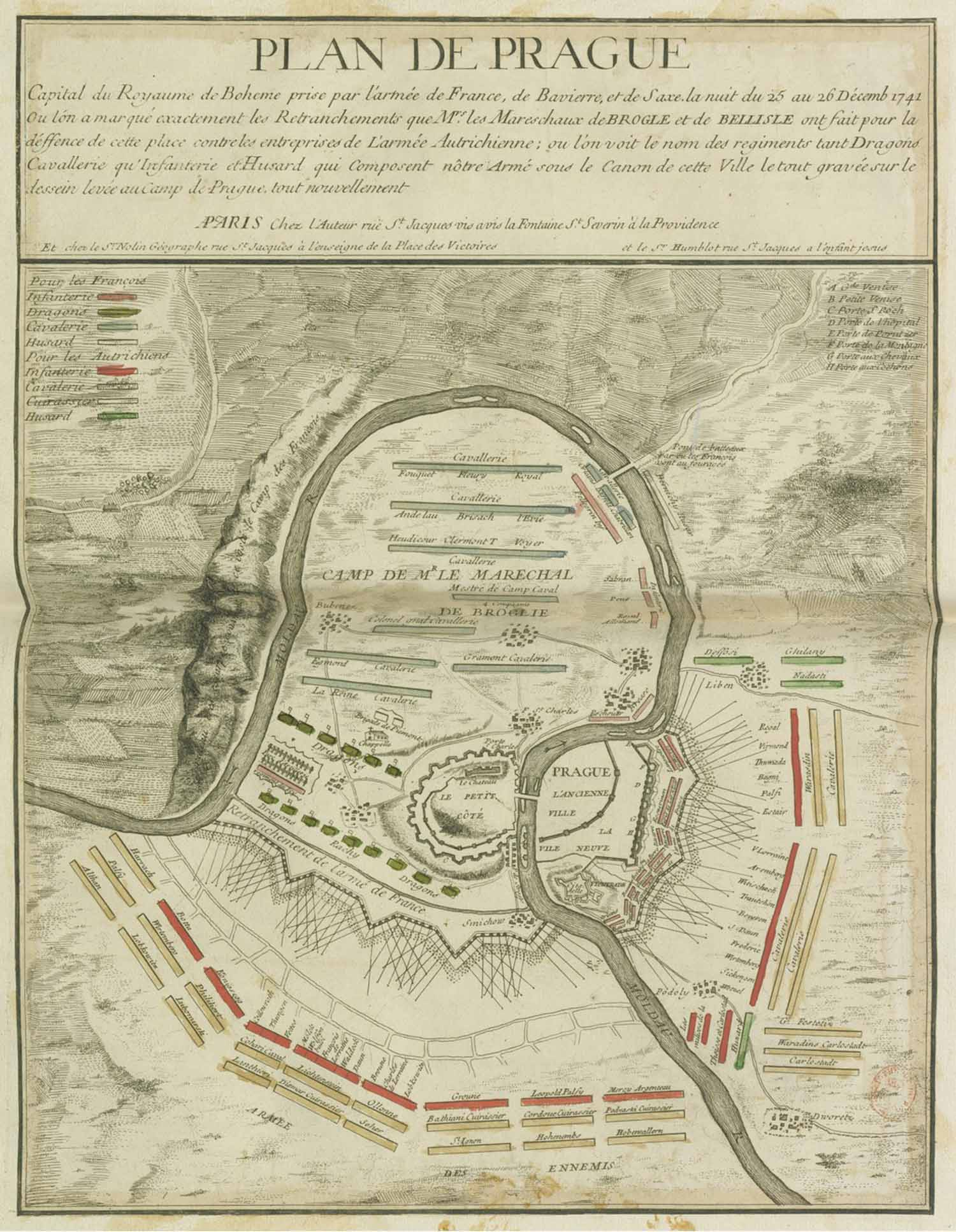
Smichov auf einer französischen Karte von 1743 (unten rechts an der Moldauschleife)

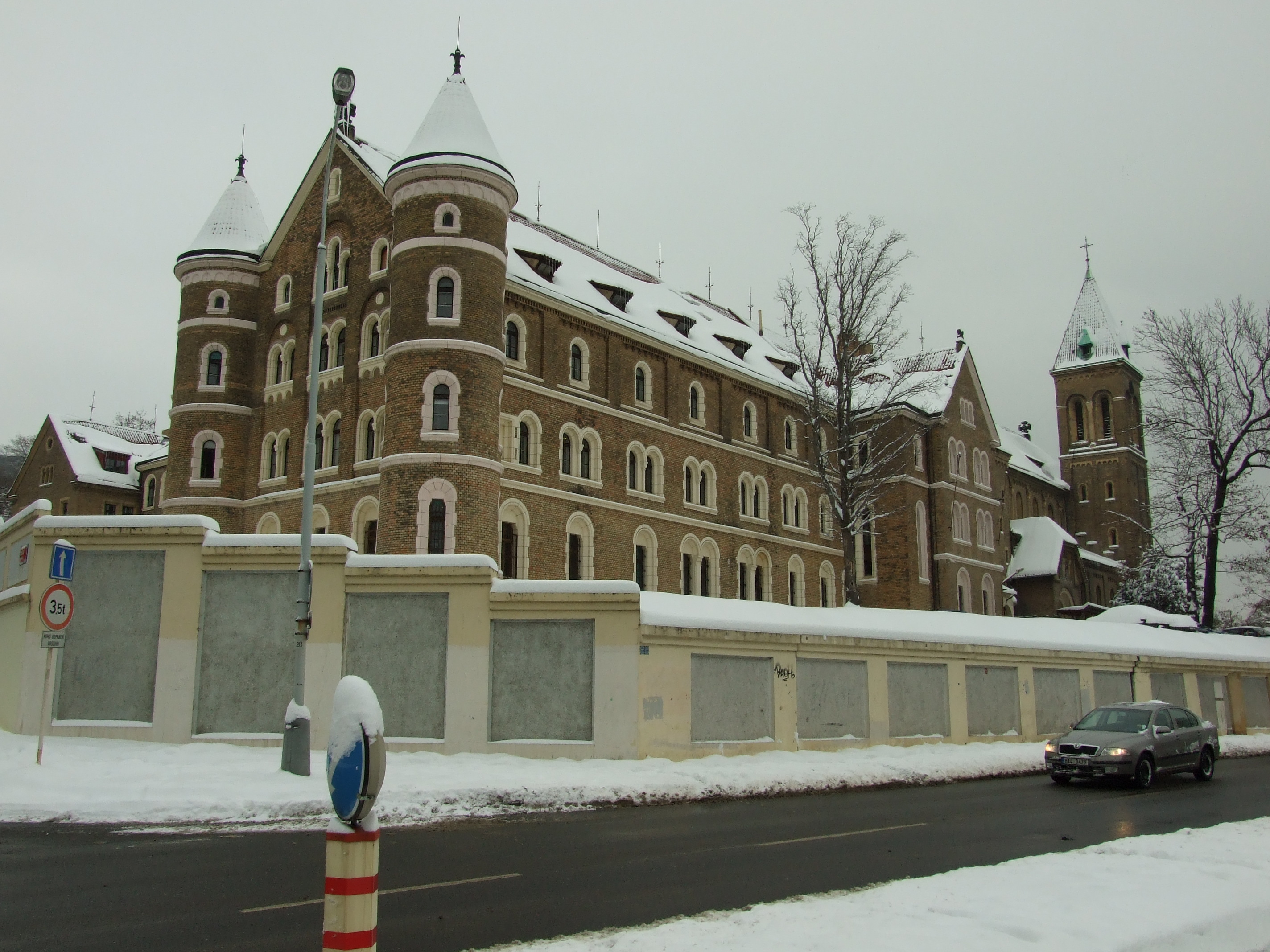
Kloster St. Gabriel

Smíchov (deutsch Smichow) ist seit 1922 ein Stadtteil von Prag und gehört zu einem der größten Verwaltungsbezirke der tschechischen Hauptstadt, dem Stadtbezirk Praha 5. Smíchov befindet sich südlich des Stadtteils Malá Strana (Kleinseite) am westlichen Ufer der Moldau und zum gehört Stadtbezirk Praha 5.

## Überblick
Der Stadtteil entwickelte sich aus dem ursprünglichen Dorf Smíchov, das seit 1828 als Vorort von Prag galt und in dem sich zahlreiche Fabriken und Handwerker ansiedelten. 1903 wurde der Kommune das Stadtrecht erteilt. 1922 wurde die Stadt Smíchov nach Prag eingemeindet.
Das Prager Arbeiter- und Industrieviertel mit Textilfabriken, Brauereien, der Porzellan- und Puppenfabrik Moritz Resek und einem Eisenbahnwagon- bzw. Straßenbahnwerk, wurde seit der politischen Wende ein Büro- und Einkaufszentrum; als Zeitzeuge ist das Areal der Staropramen-Brauerei übrig geblieben. Zentrum und Verkehrsknotenpunkt ist der Büro- und Einkaufskomplex Anděl (Engel), welcher seinen Namen einem Wandfresko auf der Fassade eines alten Hauses verdankt, das in den 1980ern sozialistischen Stadtumbau zum Opfer fiel. Im Anděl Media Center haben die Redaktionen von Dnes, Lidové noviny sowie der Radiosender Expres ihren Sitz.
Seit 2020 wird auf dem ehemaligen Güterbahnhof Smíchov das Stadtentwicklungsprojekt Smíchov City realisiert.

## Verkehr
Im Fernverkehr gibt es Anschluss über den Fern- und Regionalbahnhof Praha-Smíchov (an der Bahnstrecke Praha-Smíchov–Hostivice) sowie einen kleineren Busbahnhof. Zu beiden besteht direkter Anschluss an den Nahverkehr über die Metrolinie B sowie die Straßenbahn.

## Sehenswürdigkeiten
- Vila Bertramka mit Mozart-Museum
- Kinsky-Sommergärten
- Klamovka-Park
- Klosterkirche Sankt Gabriel (Sv. Gabriela)
- der Malvazinky-Friedhof mit dem Grab von Karel Gott
- zwei der Prager jüdischen Friedhöfe: der Alte und der Neue jüdische Friedhof Prag-Smíchov
- alter Kleinseitener Friedhof
- Seilbahn des NH-Hotels Prag

## Persönlichkeiten

### Söhne und Töchter
Nach Geburtsjahr geordnet
- Johannes Karasek (1764–1809), Anführer einer Räuberbande in Nordböhmen und der Oberlausitz
- Siegfried Kapper (1820–1879), jüdischer Schriftsteller, Übersetzer und Arzt
- Eduard Basta (1845–1879), Opernsänger
- Anton David (1849–1924), Politiker der Sozialdemokratischen Arbeiterpartei Österreichs (SDAP)
- Gustav Orglmeister (1861–1953), Architekt, Bauunternehmer
- Karl Krattner (1862–1926), deutsch-böhmischer Maler, Restaurator, Kunsthistoriker und Schriftsteller
- Karl Kreibich (1869–1932), Dermatologe, Hochschullehrer in Graz und Prag
- Josef von Geitler (1870–1923), Physiker
- Alfred Grund (1875–1914), Geograph und Geologe
- Rudolf Lochner (1875–1978), Pädagoge, Hochschullehrer in Celle und Lüneburg
- Jiří Karásek ze Lvovic (1871–1951), Vertreter der Décadence
- Hans Ringhoffer (1885–1946), Großindustrieller
- Viktor Waschnitius (1887–1979), Geistes- und Religionswissenschaftler, Skandinavist, Sprachlehrer und Dozent, Dolmetscher der Wehrmacht, Redakteur und Zensor
- Josef Čtyřoký (1906–1985), Fußballspieler
- Nina Jirsíková (1910–1978), Ausdruckstänzerin und Choreografin
- Winnie Markus (1921–2002), Schauspielerin
- Barbara Coudenhove-Kalergi (* 1932), österreichische Journalistin
- Madeleine Albright (1937–2022), US-amerikanische Politikerin

### Persönlichkeiten mit Verbindung zu Smíchov
- Ernst Bauer (1860–1942), österreichischer und tschechoslowakischer Beamter und Amateurbiologe, lebte in Smíchov
- Josepha Duschek (1754–1824), Sängerin, und Franz Xaver Duschek  (1731–1799), Komponist, beide Besitzer der Vila Bertramka
- Karl Egon Ebert (1801–1882 in Smichow), deutsch-böhmischer Dichter
- Karel Gott (1939–2019), tschechischer Sänger und Komponist, wohnte in Smíchov
- Karel Hoffmann (1872–1936), tschechischer Geiger und Musikpädagoge; er wuchs in Smíchov auf, besuchte dort die Volksschule und trug als Geiger in einer Musikkapelle zum Verdienst der Familie bei.
- Bernhard Sieburger (1825–1909), Porträt- und Historienmaler in Smíchov, Gesellschafter der Prager Papier-Tapetenfabrik in Bubeneč
- Zdenko Lobkowitz (1858–1933), Generaladjutant von Kaiser Karl I., hatte 1918 bis 1933 seinen Alterssitz in Smichov.

## Trivia
Die Idee, die heute bekannten fertigen Fruchtjoghurtmischungen als Convenience-Food in kleinen Behältern zu verkaufen, wurde im Jahr 1933 erstmals von der Radlitzer Dampfmolkerei in Smíchov entwickelt und trat von hier einen weltweiten Siegeszug an.